# Med blændede Lanterner
Med blændede Lanterner (originaltitel Those Who Dance) er en amerikansk stumfilm fra 1924 instrueret af Lambert Hillyer.

## Medvirkende
- Blanche Sweet som Rose Carney
- Bessie Love som Vida Anargas
- Warner Baxter som Bob Kane
- Robert Agnew som Matt Carney
- John Sainpolis som Monahan
- Lucille Ricksen som Ruth Kane
- Matthew Betz som Joe Anargas
- Lydia Knott som Mrs. Carney
- Charles Delaney som Tom Andrus